# News of the World (альбом)
News of the World — шестой студийный альбом британской рок-группы Queen выпущенный 28 октября 1977 года лейблами EMI Records в Соединённом Королевстве и Elektra Records в Соединённых Штатах. Он стал вторым студийником, записанным квартетом в лондонских студиях Sarm и Wessex Sound, а также спродюсированным Майком Стоуном совместно с группой.
В 1977 году панк-рок-группы, в первую очередь Sex Pistols, вызвали массовую негативную реакцию публики против исполнителей прогрессивного рока, таких как Queen, на что группа отреагировала упрощением своего симфонического рок-звучания и переходом к более спонтанному хард-роковому звучанию. Впоследствии альбом достиг 4-й строчки в UK Albums Chart и 3-й строчки в US Billboard Top LPs & Tape, получив высокие сертификаты по всему миру. В Соединённых Штатах было продано более 4 миллионов копий. Его ведущий сингл «We Are the Champions» достиг второго места в UK Singles Chart и четвертого в Billboard Hot 100. Реакция критиков на News of the World изначально была неоднозначной, многие рецензенты резко оценивали изменение музыкального стиля группы. Однако с тех пор он стал считаться одним из величайших альбомов Queen, а «We Are the Champions» и «We Will Rock You» с тех пор стали рок-гимнами.

## Об альбоме
Альбом, словно в унисон с господствовавшим тогда панк-движением (в соседней студии группа Sex Pistols записывала свой дебютный альбом), звучит тщеславно и по-декадентски; его выход окончательно разделил мнения фанатов и критиков.
«News of the World» был продан в количестве десяти миллионов копий. Его слава главным образом обеспечивается двумя первыми композициями: «We Will Rock You» и «We Are the Champions». Последняя со временем стала спортивным гимном, хотя изначально писалась совсем не для этого. «We Will Rock You» благодаря простой, но очень эффектной перкуссии и запоминающемуся припеву перепевалась и переделывалась бесчисленное множество раз, став чем-то вроде торговой марки. Правда, в большинстве случаев от всего текста остаётся лишь один припев, но песня легко угадывается даже без слов.
На концертах Queen эти две композиции всегда шли «рука об руку», завершая каждый концерт группы (кроме тура Magic Tour, где между ними исполнялась песня «Friends Will Be Friends»).

## Список композиций
Ведущий вокал во всех песнях Меркьюри, кроме отмеченных.
| №  | Название                | Автор(ы)        | Ведущий вокал                   | Длительность |
| -- | ----------------------- | --------------- | ------------------------------- | ------------ |
| 1. | «We Will Rock You»      | Брайан Мэй      |                                 | 2:01         |
| 2. | «We Are the Champions»  | Фредди Меркьюри |                                 | 2:59         |
| 3. | «Sheer Heart Attack»    | Роджер Тейлор   | Фредди Меркьюри и Роджер Тейлор | 3:24         |
| 4. | «All Dead, All Dead»    | Брайан Мэй      | Брайан Мэй                      | 3:09         |
| 5. | «Spread Your Wings»     | Джон Дикон      |                                 | 4:32         |
| 6. | «Fight from the Inside» | Роджер Тейлор   | Роджер Тейлор                   | 3:03         |

| №  | Название                   | Автор(ы)        | Ведущий вокал | Длительность |
| -- | -------------------------- | --------------- | ------------- | ------------ |
| 1. | «Get Down, Make Love»      | Фредди Меркьюри |               | 3:51         |
| 2. | «Sleeping on the Sidewalk» | Брайан Мэй      | Брайан Мэй    | 3:07         |
| 3. | «Who Needs You»            | Джон Дикон      |               | 3:07         |
| 4. | «It’s Late»                | Брайан Мэй      |               | 6:27         |
| 5. | «My Melancholy Blues»      | Фредди Меркьюри |               | 3:29         |

## В записи участвовали

Внутренняя (задняя) сторона обложки

- Фредди Меркьюри — вокал, клавишные
- Джон Дикон — бас-гитара, клавишные
- Роджер Тейлор — ударные, перкуссия, гитара, бас-гитара, вокал
- Брайан Мэй — гитара, вокал

## Оформление
Обложка альбома представляет собой произведение американского художника-иллюстратора Фрэнка Келли Фриса, специализировавшегося в области научно-фантастического книгоиздания. У Роджера Тейлора имелся выпуск «Astounding Science Fiction» (за октябрь 1953 г.), одного из наиболее популярных и влиятельных американских журналов фантастики. На обложке был изображён гигантский разумный робот, державший тело мёртвого человека. Подпись гласила: «Пожалуйста… Исправь это, папа?» (англ. Please… fix it, Daddy?), и была призвана проиллюстрировать короткий научно-фантастический роман американского писателя Тома Годвина «Пролив между» (англ. The Gulf Between).

«Queen» связались с Фрэнком Келли Фрисом, который согласился изменить изображение для обложки альбома. Он заменил тело мёртвого человека, которое держал робот-гигант, на четырех «мёртвых» участников группы. В руке у робота были Мэй и Меркьюри, Тейлор и Дикон изображены падающими на землю, причём Тэйлор виден только на задней стороне обложки (при переворачивании).

Лицевая (передняя) сторона обложки

Внутри крышки (внутренняя сторона обложки) робот-гигант изображён протягивающим руку, которой он пытается схватить бегущую в ужасе толпу в разрушенном зрительном зале.

## Клипы к альбому
1. «We Will Rock You» — необычный клип к необычной песне. Это видео снималось одновременно с клипом к песне «Spread Your Wings» в заснеженном саду Роджера Тейлора. В руках у Брайана — копия его «Red Special», но немного более светлая. Вероятно, оригинал берегли от холода.
2. «We Are the Champions» — поставлен режиссёром Дереком Барбриджем в «New London Theatre Centre». В массовке были задействованы члены фан-клуба «Queen», для которых группа в благодарность устроила небольшой концерт после съёмок.
3. «Spread Your Wings» — снят в заснеженном саду Роджера Тейлора вместе с клипом к песне «We Will Rock You». О температуре можно судить по вытирающему нос Джону Дикону и тому, как необычно тепло одеты музыканты. Несмотря на холод, на улицу для съёмок был выкачен настоящий рояль, которому такая погода строго противопоказана.
4. «All Dead, All Dead» — клип с лирикой, приуроченный к сорокалетию альбома. Аудио — гибрид альбомной и предварительной версий песни. (видео) Вокал — Брайан Мэй.

## Позиции в хит-парадах
| Чарты (1977)             | Пиковая позиция |
| ------------------------ | --------------- |
| Austrian Albums Chart    | 9               |
| Canadian Albums Chart    | 2               |
| Dutch Albums Chart       | 1               |
| French Albums Chart      | 1               |
| German Albums Chart      | 7               |
| New Zealand Albums Chart | 15              |
| Norwegian Albums Chart   | 4               |
| Swedish Albums Chart     | 9               |
| UK Albums Chart          | 4               |
| US Billboard 200         | 3               |

| Хит-парад (1977)             | Позиция |
| ---------------------------- | ------- |
| Великобритания (Gallup Poll) | 39      |

## Награды
| Регион | Сертификация  | Продажи    |
| --- | ------------- | ---------- |
| Канада (Music Canada) | 3× Платиновый | 300 000^   |
| Франция (SNEP) | Золотой       | 553,600    |
| Германия (BVMI) | Платиновый    | 500 000^   |
| Нидерланды (NVPI) | Платиновый    | 100 000^   |
| Польша (ZPAV) · 2008 Agora SA album reissue                                                                              | Платиновый    | 20 000*    |
| Швейцария (IFPI Switzerland)                                                                                             | Платиновый    | 50 000^    |
| Великобритания (BPI) | Золотой       | 100 000^   |
| США (RIAA) | 4× Платиновый | 4 000 000^ |
| * Данные о продажах приведены только на основе сертификации. ^ Данные о тиражах приведены только на основе сертификации. |               |            |

## В массовой культуре
- Песня «Get Down, Make Love» была использована хореографом Морисом Бежаром в балете «Дом священника» (1997)[53][54].
- Американский комик и создатель мультсериала «Гриффины» Сет Макфарлейн в одном из интервью признался, что в детстве пугался нарисованного робота из обложки альбома. Его детские страхи были отражены в одной из серий «Гриффинов» «Killer Queen» (10 сезон 16 серия), в которой Стьюи Гриффин становится объектом издевательств со стороны Брайана из-за боязни Стьюи вышеупомянутого робота[55][56][57].